# Tōyō-Universität

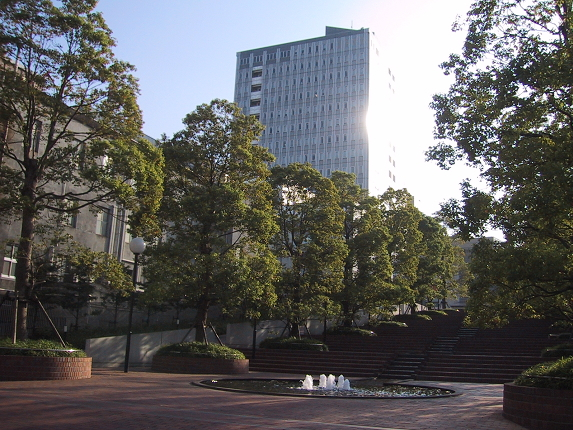
Der Hakusan-Campus

Die Tōyō-Universität (japanisch 東洋大学, Tōyō daigaku) ist eine private Universität in Tokio, Japan.

## Geschichte
Die Geschichte der Tōyō-Universität beginnt 1887 mit der Gründung des ersten Philosophischen Institutes in Japan, im Tempel Rinsho-in. Der Gründer des Institutes, des Shiritsu Tetsugakukan (私立哲学館) war Inoue Enryō (井上円了) (1859–1919), ein Schüler des deutschen Philosophen Raphael von Koeber. Im Jahr 1906 zog das Institut aus dem Tempel aus und wurde von Tetsugakukan in Privatuniversität Tetsugakukan, später in Tōyō-Universität umbenannt. Zu dieser Zeit konnte zwar in vielen Philosophischen Schulen in Japan die Gedankenwelt des Christentums oder des Buddhismus studiert werden, doch die Universität Tokio wie auch die später gegründeten Kaiserlichen Universitäten beruhten zunächst auf einem nichtreligiösen System.

## Campus und Fakultäten
Die heutige Tōyō-Universität hat in acht Graduiertenkollegien (Graduate Schools) und acht Fakultäten (Undergraduate Faculties) ca. 29.000 Studenten (Stand 2005). Der Campus der Universität ist auf vier Städte und Präfekturen aufgeteilt:
- Hakusan-Campus in Bunkyō, Präfektur Tokio,
- Asaka-Campus in Asaka, Präfektur Saitama,
- Kawagoe-Campus in Kawagoe, Präfektur Saitama und der
- Itakura-Campus in Itakura, Landkreis Ōra, Präfektur Gunma.

## Lehrangebot
Das Motto der Tōyō-Universität lautet, „Das Fundament allen Lernens ist die Philosophie“. Eine Figur der philosophiefreundlichen Mumins soll diesen Grundsatz als Maskottchen für die Studierenden verkörpern.
Nur an der Tōyō-Universität wird außerhalb von Indien Indische Philosophie angeboten und in Japan bietet nur die Tōyō-Universität Chinesische Philosophie als Studienfach an.
Die Abteilung für internationalen Tourismus mit internationaler Lehrerschaft wurde 1963 gegründet und befasst sich mit der Geschichte des Tourismus in Japan.

## Partnerschaften
Mit vielen Universitäten bestehen Austausch- und Kooperationsprogramme, in Deutschland mit der Philipps-Universität in Marburg und der Universität Bayreuth.